# Heptacarpus decorus
Heptacarpus decorus är en kräftdjursart som först beskrevs av M. J. Rathbun 1902.  Heptacarpus decorus ingår i släktet Heptacarpus och familjen Hippolytidae. Inga underarter finns listade i Catalogue of Life.